# Conset Bay
Conset Bay är en vik på Barbados.   Den ligger i parishen Saint John, längs öns nordvästkust, 19 km nordost om huvudstaden Bridgetown.